# Mick Flynn
Mick Flynn (Liscahane, Milltown Malbay, County Clare, 1940 – Freaghvallen, Milltown Malbay, 1 september 2014) was een Ierse zanger en sean-nós-zanger.

## Loopbaan
Flynn was de zoon van James (een vioolspeler) en Helena (een zangeres) en werd geboren in het townland Liscahane, net buiten Milltown Malbay. Met uitzondering van een paar maanden in de Verenigde Staten woonde hij zijn hele leven in Milltown Malbay, wat zijn muzikale ontwikkeling beïnvloedde. Flynn bespeelde een korte periode de knopaccordeon en vele jaren het mondorgel. Hij had als muzikale invloeden onder meer de muziek van uilleann pipes-spelers Willie Clancy en Martin Talty en naar verluidt leek zijn zang op het geluid van de uilleann pipes. Zijn zangstijl was ook beïnvloed door plaatselijke zangers als Paddy Joe MacMahon en Paddy Malone.

## Discografie

### Soloalbums
- 1999: A Singer's Dozen[3]
- 2005: A Stór Mo Chroi[4]

### Albums
- The Lambs On The Green Hills - Songs From County Clare - Nora Cleary, Ollie Conway, Siney Crotty, Mick Flynn[5]